# Santa Julia y Bedia
Santa Julia y Bedia es un caserío peruano ubicado en el distrito de Tambogrande, perteneciente a la provincia y departamento de Piura, al norte del Perú. 

## Ubicación
Santa Julia y Bedia se ubica al norte de la provincia de Piura, en el distrito de Tambogrande, en el departamento de Piura.

## Demografía
En 2017 Santa Julia y Bedia tenía una población de 450 habitantes.
| Gráfica de evolución demográfica de Santa Julia y Bedia entre 1993 y 2017 |
|                                                                           |
| Fuentes: Población 1993 y 2017                                            |